# Alfa Romeo Junior
L'Alfa Romeo Junior (anciennement Milano) est un crossover citadin hybride électrique ou 100 % électrique du constructeur automobile italien Alfa Romeo produit à partir de 2024.
Il est le premier modèle Alfa Romeo à ne pas être fabriqué en Italie.

## Présentation
L'Alfa Romeo Junior est annoncée en décembre 2023. D'abord annoncée par la presse sous le nom de Brennero en rapport avec le Col du Brenner (Passo del Brennero) situé en Italie, le constructeur dévoile son nom définitif, Milano, le 14 décembre 2023. Milano fait référence à la ville de Milan où le constructeur italien a été fondé le 24 juin 1910.
Le Milano est présentée officiellement le 10 avril 2024 à l'Automobile Club Milano de Milan, mais le 15 avril 2024, il est rebaptisé Alfa Romeo Junior : à la suite des déclarations d'Adolfo Urso, ministre du développement économique en Italie, « une voiture appelée Milano ne peut pas être produite en Pologne, c'est interdit par la loi italienne". », entrainant un rétropédalage du constructeur. Il reprend donc finalement l'appellation Junior, utilisée par l'Alfa Romeo Giulia GT Junior de 1966.
Le crossover est disponible à la commande à partir du 25 avril 2024 dans sa version de lancement Milano Speciale ,.

## Caractéristiques techniques
Le Junior est le premier modèle Alfa Romeo à être basée sur la plate-forme CMP de Stellantis également utilisée par d'autres véhicules citadins du groupe comme les crossovers Jeep Avenger ou la Fiat 600. Il reprend directement les portières avant et le pare-brise de cette dernière.
Le crossover est disponible avec deux versions de calandre Scudetto au choix : Progresso avec le motif en serpent typique de chez Alfa Romeo et Leggenda avec le nom de la marque dans son écriture originelle.

### Motorisations
Le Junior hérite de la motorisation électrique du groupe Stellantis déjà proposée notamment sur les Jeep Avenger et Fiat 600 / e-600, moteur électrique de 156 ch avec une batterie de 54 kW. Un autre moteur électrique, plus puissant de 280 ch est également au programme. Cette motorisation inédite est conçue par Nidec-PSA emotors avec la collaboration d'Alfa Romeo Engineering. 
En plus de sa motorisation spécifique de 280 ch, la version Veloce dispose d'une direction au calibrage spécifique, d'une suspension abaissée de 25 mm, d'un système de freinage revu et d'une différentiel Torsen type D,. 
Une version hybride équipée du moteur essence 1.2 Turbo de 136 ch DIN avec un couple de 230 N m et moteur électrique de 28 ch et 55 N m destiné à la version de base traction avant sera disponible peu après le lancement du modèle. Une seconde version hybride Q4 équipée d'un second moteur de 41 ch monté sur le train arrière portera la puissance globale à 163 ch.
| Logo de Alfa Romeo                | Alfa Romeo Junior                         | Alfa Romeo Junior                         | Alfa Romeo Junior                         | Alfa Romeo Junior                         |
| Logo de Alfa Romeo                | Elettrica                                 | Elettrica Veloce                          | Ibrida                                    | Ibrida Q4                                 |
| --------------------------------- | ----------------------------------------- | ----------------------------------------- | ----------------------------------------- | ----------------------------------------- |
| Type                              | Synchrone à aimants permanents (E-Motors) | Synchrone à aimants permanents (E-Motors) | 3-cylindres essence mild-hybride 48V      | 3-cylindres essence mild-hybride 48V      |
| Puissance moteur (kW)             | 115                                       | 206                                       | 100                                       | 107                                       |
| Puissance maximale (ch)           | 156                                       | 280                                       | 136                                       | 145                                       |
| au régime de (tr/min)             | -                                         | -                                         | 5500                                      | 5500                                      |
| Couple maximal (Nm)               | 260                                       | 345                                       | 230                                       | 230                                       |
| au régime de (tr/min)             | -                                         | -                                         | 1750                                      | 1750                                      |
| Transmission                      | Traction                                  | Traction                                  | Traction                                  |                                           |
| Boîte de vitesses                 | Automatique                               | Automatique                               | Robotisée à double embrayage à 6 rapports | Robotisée à double embrayage à 6 rapports |
| Vitesse maximale (km/h)           | 150                                       | 150                                       | 206                                       |                                           |
| 0-100 km/h (s)                    | 8,2                                       | 5,9                                       | 8,9                                       |                                           |
| Masse (kg)                        | 1620 Kg                                   | 1635 Kg                                   | 1380 Kg                                   |                                           |
| Consommation mixte (l/100 km)     | -                                         | -                                         |                                           |                                           |
| Consommation mixte (kW/100 km)    |                                           |                                           |                                           |                                           |
| Emissions de CO2 (WLTP) (g/km)    | 0                                         | 0                                         | 117                                       |                                           |
| Batterie                          |                                           |                                           |                                           |                                           |
| Type                              | Lithium-ion (nickel-manganèse-cobalt)     | Lithium-ion (nickel-manganèse-cobalt)     | Lithium-ion                               | Lithium-ion                               |
| Capacité brute (kWh)              | 54                                        | 54                                        | -                                         |                                           |
| Capacité nette (kWh)              | 51                                        | 51                                        | -                                         |                                           |
| Autonomie mixte (WLTP) (km)       | 410                                       | 410                                       | -                                         |                                           |
| Temps de recharge                 |                                           |                                           |                                           |                                           |
| Wallbox AC2 11 kW                 | 5h45                                      | 5h45                                      | -                                         |                                           |
| Chargeur rapide 100 kW (DC)       | 27 minutes                                | 27 minutes                                |                                           |                                           |
| Puissance maximale de charge      |                                           |                                           |                                           |                                           |
| Courant alternatif monophasé (kW) | 11                                        | 11                                        | -                                         |                                           |
| Courant continu (kW)              | 100                                       | 100                                       | -                                         |                                           |

- Junior[14]
- Junior Techno
- Junior Premium
- Junior Sport
- Junior Veloce

### Série spéciale
- Milano Speciale, au lancement en 2024[15].